# Lou Bonin
Lou Bonin, ook bekend onder de naam Lou Bonin-Tchimoukoff (Avignon, 16 juni 1878 – Vichy, 21 juli 1963), was een Franse beeldend kunstenaar, toneelontwerper, regisseur, en toneelspeler.
Lou Bonin maakte deel uit van de theatergezelschap Groupe Octobre, die in 1932 door Jacques Prévert was opgericht.
In de jaren twintig gaf hij zijn achternaam een Russisch tintje, door er de naam Tchimoukoff aan toe te voegen. Dit deed hij vanwege zijn bewondering voor de Russische Revolutie en de Sovjets.
Vanaf 1928 werkte hij als grafisch ontwerper voor de Belgische onderneming Brepols, waarvoor hij behang en pakpapier ontwierp. Lou Bonin ontwierp dit papier via fotogrammen; hij legde planten en bloemen in geometrische vormen waarvan hij foto’s maakte.
In 1932 richtte Jacques Prévert een volkstoneelgezelschap op dat Groupe Octobre ging heten, en dat in de jaren dertig een soort Agitprop opvoerde. De naam van de groep geeft een sympathie voor de Oktoberrevolutie aan. De groep maakte theater en films. Jacques Prévert schreef de meeste stukken. Lou Bonin deed alle voortkomende werkzaamheden. Hij werkte als assistent-redacteur, als toneelontwerper, kostuumontwerper en ook als acteur.
De grafische werken van Lou Bonin zijn inmiddels door drukkers en uitgevers herontdekt en worden tegenwoordig weer verkocht, zowel de originelen als de reproducties, en in galeries en musea getoond.

## Filmografie
Als assistent-regisseur in
- Adieu Léonard (1943)
- Voyage surprise (1947)
- L‘Air de Paris (1954)

Als acteur in
- L' Affaire est dans le sac (1932)
- L' Hôtel du libre échange (1934)
- Un oiseau rare (1935)

Als toneelontwerper en -decorateur
- L’Affaire est dans le sac (1932)
- Village magique (1955)

- Bibliothèque nationale de France: cb14659222t (data)
- International Standard Name Identifier: 0000 0003 5440 0467
- Union List of Artist Names: 500468697
- Virtual International Authority File: 37178031